# 鈾-235
鈾-235（符号：235
U
）是鈾的三種天然同位素之一，約占天然鈾的0.7204%。1935年由加拿大科學家鄧史達發現。鈾-235受中子撞擊後能夠發生核分裂，引發連鎖核裂變反應，可用於核電及核武器。根據國際原子能機構的定義，濃度為3％的鈾-235為核電廠發電用低濃縮鈾，高於80%稱作高濃縮鈾，大於90%則叫作為武器級高濃縮鈾。

## 概述
鈾是自然界的稀有化學元素，具有放射性。天然鈾主要含三種同位素：鈾-238、鈾-235和鈾-234，但只有鈾-235是易分裂核素。當最少一個中子撞擊鈾-235時，連鎖核分裂將會產生。鈾-235需要到達臨界質量，連鎖核裂變才會持續下去。
早在1934年，意大利物理學家恩里科·费米以中子撞擊鈾元素，首次發現核分裂反應。幾經研究，科學家最初發現天然鈾含有鈾-238及鈾-235兩種同位素，只有後者受中子撞擊後會發生分裂反應。
在過程中，一個中子撞擊鈾-235原子核後，內部因吸收中子的能量，開始作劇烈的啞鈴狀震盪，結構終因震盪過劇而瓦解，產生出兩個質量較小的原子核及放出2到3個新的中子，這些中子又會撞擊附近的鈾-235原子核，繼續產生分裂反應，此即所謂「連鎖反應」。
在這反應後，其產生的原子核及中子，總質量較未有反應前為低，損失質量會轉化成能量；按照相對論，質量變成能量時，其轉換關係為「能量=質量×光速的平方」（E=mc2），極小的質量即可變成極大的能量。1945年美軍投下的廣島原子彈，總重量為440公斤，鈾-235含量為45公斤，當中只有1公斤鈾-235發生核分裂，反應中又只有1克的質量轉化成能量，但已经可以把方圓1公里的地区夷為廢墟。

## 自然衰变链
{\displaystyle {\begin{array}{l}{\ce {{}_{92}^{235}U->[\alpha ][7.038\times 10^{8}\ {\ce {y}}]{}_{90}^{231}Th->[\beta ^{-}][25.52\ {\ce {h}}]{}_{91}^{231}Pa->[\alpha ][3.276\times 10^{4}\ {\ce {y}}]{}_{89}^{227}Ac}}{\begin{Bmatrix}{\ce {->[98.62\%\beta ^{-}][21.773\ {\ce {y}}]{}_{90}^{227}Th->[\alpha ][18.718\ {\ce {d}}]}}\\{\ce {->[1.38\%\alpha ][21.773\ {\ce {y}}]{}_{87}^{223}Fr->[\beta ^{-}][21.8\ {\ce {min}}]}}\end{Bmatrix}}{\ce {{}_{88}^{223}Ra->[\alpha ][11,434\ {\ce {d}}]{}_{86}^{219}Rn}}\\{\ce {{}_{86}^{219}Rn->[\alpha ][3.96\ {\ce {s}}]{}_{84}^{215}Po->[\alpha ][1.778\ {\ce {ms}}]{}_{82}^{211}Pb->[\beta ^{-}][36.1\ {\ce {min}}]{}_{83}^{211}Bi}}{\begin{Bmatrix}{\ce {->[99.73\%\alpha ][2.13\ {\ce {min}}]{}_{81}^{207}Tl->[\beta ^{-}][4.77\ {\ce {min}}]}}\\{\ce {->[0.27\%\beta ^{-}][2.13\ {\ce {min}}]{}_{84}^{211}Po->[\alpha ][0.516\ {\ce {s}}]}}\end{Bmatrix}}{\ce {{}_{82}^{207}Pb_{(stable)}}}\end{array}}}

## 技術發展
獲得鈾本身已涉及複雜程序，需要探礦、開礦、選礦、浸礦、煉礦、精煉等程序，但天然鈾所含鈾235的濃度只有0.7%，科學家會利用擴散法、氣體離心法和激光法等，令天然鈾的三種同位素分離，提高鈾235的濃度。目前國際間常藉由觀察一國是否擁有氣體離心法設備，來推算其核武器研究水準。1公斤武器級鈾235，就需要從200噸鈾礦石中提鍊。
1945年7月16日凌晨，美國在新墨西哥州阿拉莫可德沙漠試爆人類第一枚原子彈，當時鈾235是透過勞倫斯法分離。勞倫斯方法亦即電磁法，利用鈾235和鈾238質量上的差異令兩者分離，再抽出鈾235；美國當時在田納西州建立了巨型電磁鐵，直徑長達4.57米，生產出以千克計的鈾235。
另一方法由科學家哈羅德·尤里提出，名為氣體擴散法。氣體擴散法把鈾製成六氟化鈾氣體，使它通過4,000次多孔障壁，能提鍊出濃度為99％的鈾235，在很长一段时间内曾是全球最廣泛使用的鈾濃縮技術。美國為此建造了巨大的工廠，加熱後的六氟化鈾氣體要通過成千的多孔障壁，每一障壁有成百萬的小於百萬分之一釐米的孔，期間要用數月時間，使一定量的氣體從頭至尾通過工廠。目前最多採用的則是氣體離心法，比擴散法要省能源。
鈾濃縮技術是國際間極為敏感的技術。除了美、俄、中、法、英五个联合国安理会常任理事国外，德國、日本、印度、巴基斯坦、以色列、巴西、阿根廷等國家已確認掌握濃縮鈾技術。國際原子能機構從2006年初指在伊朗境內發現濃縮鈾痕跡，2006年10月宣布完成核試的北韓亦被指擁有該技術。